# フッド: ザ・ビギニング
『フッド: ザ・ビギニング』（Robin Hood）は、2018年のアメリカ合衆国の冒険アクション映画。監督はオットー・バサースト、出演はタロン・エガートンとジェイミー・フォックスなど。
ロビン・フッドの映画化作品。レオナルド・ディカプリオ製作。

## キャスト
※括弧内は日本語吹替
- ロビン・ロクスリー: タロン・エガートン（木村昴）
- ヤキヤ・イブン・ウマール / ジョン（英語版）: ジェイミー・フォックス（楠大典）
- ノッティンガム州長官（英語版）: ベン・メンデルソーン（関俊彦）
- マリアン（英語版）: イヴ・ヒューソン（山根舞）
- ウィル・ティルマン（英語版）: ジェイミー・ドーナン（津田健次郎）
- タック修道士（英語版）: ティム・ミンチン（森宮隆）
- ギズボーン隊長（英語版）: ポール・アンダーソン（広瀬彰勇）
- 枢機卿: F・マーリー・エイブラハム（森功至）
- 助祭長: イアン・ペック（蓮岳大）
- ペンブローク卿: コーネリアス・ブース（英語版）（真木駿一）
- 火夫: ケイン・ヘッドリー・カミングス
- クレイトン: スコット・グリーナン（宮崎遊）
- イブリン: ララ・ロッシ（英語版）（菊永あかり）

## 製作
2015年2月26日、レオナルド・ディカプリオ率いるアピアンウェイがロビン・フッドを主人公にした映画の製作に取りかかったと報じられた。当時、ソニー・ピクチャーズとウォルト・ディズニー・カンパニーもそれぞれ独自にロビン・フッドを主人公にした映画の製作を検討していた。本作の脚本はソニー版の脚本の一部として使用される予定だったものである。3月19日、ライオンズゲートが本作の全米配給権を購入したとの報道があった。6月4日、オットー・バサーストが監督に起用されたと報じられた。7月31日、Deadline.comはタロン・エガートン、ジャック・ヒューストン、ジャック・レイナー、ディラン・オブライエンらが主役候補として挙がっていると報じた。8月6日、製作サイドがエジャトンの起用を検討していると報じられた。9月30日、エガートンの起用が正式に決定したが、当時、彼は『キングスマン:ゴールデン・サークル』に出演することになっていため、その撮影が終了するまで本作の製作は延期されることとなった。10月15日、100人以上の候補者の中から、イヴ・ヒューソンがマリアン役に選出されたと報じられた。
2016年1月11日、ジェイミー・フォックスがキャスト入りした。9月19日、ジェイミー・ドーナンがウィル・スカーレット役に起用されたと報じられた。11月、ポール・アンダーソンが本作に出演することになったとの報道があった。12月13日、ベン・メンデルソーンの出演が決まったと報じられた。2017年2月14日、ティム・ミンチンの出演が決まった。

### 撮影
本作の主要撮影は2017年2月20日に始まり、同年5月19日に終了した。ロケはクロアチアのドゥブロヴニクやフランスのル・ランシーなどで行われた。

## 公開
当初、本作は2018年3月23日に全米公開される予定だったが、後に公開日は同年9月21日に延期された。

## 評価
第39回ゴールデンラズベリー賞において、最低作品賞、最低助演男優賞（ジェイミー・フォックス）、最低前日譚・リメイク・盗作・続編賞の3部門でノミネートされたが受賞はしなかった。